# 宽脊疣螈
宽脊疣螈（学名：Tylototriton broadoridgus ），一种分布于中华人民共和国湖南省桑植县的两栖动物，隶属于蝾螈科疣螈属。
有学者基于形态特征将疣螈属划分为2个亚属：瑶螈亚属（Yaotriton）和疣螈亚属（Tylototriton），本种归入瑶螈亚属。也有学者将瑶螈亚属升级为独立属，故本种在有些资料中称为宽脊瑶螈。

## 形态特征
成年雌螈，全长约163毫米，雄螈体长一般不超过140毫米。头部和背脊较宽。皮肤粗糙。通体呈黑色，指趾腹面、泄殖腔孔周边、尾下缘为橘色。